# Фантауци (Ријети)
Фантауци је насеље у Италији у округу Ријети, региону Лацио.
Према процени из 2011. у насељу је живело 242 становника. Насеље се налази на надморској висини од 421 м.